# Олександр II (цар Кахеті)
Олександр II (†1605) — цар Кахетії з 1574. Син царя Левана.

## Життєпис
Для посилення оборони країни відновлював міста-фортеці та укріплені монастирі. Закуповував у Московському царстві зброю та виписував майстрів для виготовлення гармат. За правління Олександра II значно розширились торговельні зв'язки Кахеті з різними країнами Азії та Європи. Боровся за зміцнення центральної влади. 1587 року, сподіваючись на московську допомогу присягнув на вірність царю Федору Івановичу. Вбитий за намовою шаха Аббаса.